# 11423 Cronin
11423 Cronin este un asteroid din centura principală de asteroizi.

## Descriere
11423 Cronin este un asteroid din centura principală de asteroizi. A fost descoperit pe 9 iunie 1999 la Socorro, New Mexico, în cadrul proiectului LINEAR. Asteroidul prezintă o orbită caracterizată de o semiaxă mare de 2,52 ua, o excentricitate de 0,12 și o înclinație de 4,6° în raport cu ecliptica.